# Ardisia parviflora
Ardisia parviflora är en viveväxtart som beskrevs av Talbot. Ardisia parviflora ingår i släktet Ardisia och familjen viveväxter. Inga underarter finns listade i Catalogue of Life.